# Liste der Bodendenkmale in Seedorf (bei Zeven)
In der Liste der Bodendenkmale in Seedorf sind die Bodendenkmale der niedersächsischen Gemeinde Seedorf (bei Zeven) aufgeführt. Die Quelle ist der Denkmalatlas Niedersachsen. 
Der Stand der Liste ist der 11. Dezember 2024.
Allgemein

Seedorf im Landkreis Rotenburg (Wümme)

In den Spalten finden sich folgende Informationen des Bodendenkmales:
Lagegeographische Koordinaten
BezeichnungBezeichnung lt. Denkmalatlas
BeschreibungBeschreibung lt. Denkmalatlas
IDObjekt-ID
BildBild, ggf. zusätzlich mit Link zu weiteren Fotos im Medienarchiv Wikimedia Commons.

## Godenstedt

### Godenstedt 20
- ID:28966964
- Gruppe von ehemals zwei Großsteingräbern und acht Grabhügeln, von denen ein Großsteingrab und fünf Grabhügel erhalten sind. Durchmesser der Grabhügel 18 – 23 Meter, Höhe 1 – 2 Meter. Möglicherweise in einigen der Grabhügel ebenfalls Steinkammern. Die Großsteingräber wurden bereits 1884 und 1926 untersucht.

| Lage                        | Bezeichnung                  | Beschreibung | ID       | Bild           |
| --------------------------- | ---------------------------- | --- | -------- | -------------- |
| 53° 19′ 51″ N, 9° 12′ 21″ O | Godenstedt 23                | Durchmesser ca. 10 m und Höhe ca. 1,1 m. Rundlich. Ebenmäßig gewölbt, Rand schwach abgesetzt. In der Mitte alte, weite Eintiefung; im Westen Erosionskante, da vom Weg angeschnitten.                                                                     | 28966819 | BW             |
| 53° 19′ 53″ N, 9° 12′ 23″ O | Godenstedt 24                | Durchmesser ca. 18 m und Höhe ca. 1 m. Ehemals rund. Hoch gewölbt. Rand sowie angrenzendes Gelände im Westen und Norden abgetragen. Rand im Südosten durch einen Weg scharf angeschnitten. Im östlichen und nördlichen Bereich Eingrabungen und Tierbaue. | 28966820 | BW             |
| 53° 19′ 51″ N, 9° 12′ 33″ O | Godenstedt 26, Großsteingrab | | 28966831 | Weitere Bilder |
| 53° 19′ 52″ N, 9° 12′ 30″ O | Godenstedt 27                | Durchmesser ca. 18 m und Höhe ca. 1,5 m. Rund. Ebenmäßig gewölbt, Rand abgesetzt. In der Mitte alte Eintiefung. | 28966955 | BW             |
| 53° 19′ 50″ N, 9° 12′ 30″ O | Godenstedt 28                | Durchmesser ca. 23,4 m und Höhe ca. 1,2 – 2 m. Rund. Ebenmäßig hoch gewölbt, markant, Rand deutlich abgesetzt. In der Mitte weite flache Einsenkung. Südost-Rand von Acker angeschnitten.                                                                 | 28966968 | BW             |
| 53° 19′ 53″ N, 9° 12′ 28″ O | Godenstedt 29                | Durchmesser ca. 21 m und Höhe ca. 1,5 m. Rund. Ebenmäßig hochgewölbt, Rand abgesetzt. Weite und tiefe alte Eingrabung. Findlinge am Nordost- und Nord-Rand sichtbar.                                                                                      | 28966974 | BW             |

### Godenstedt 34
- ID:28967339
- Gruppe von neun Grabhügeln mit 10 – 16 Meter Durchmesser und 0,8 – 1,6 Meter Höhe.

| Lage                        | Bezeichnung   | Beschreibung | ID       | Bild |
| --------------------------- | ------------- | --- | -------- | ---- |
| 53° 18′ 33″ N, 9° 12′ 37″ O | Godenstedt 34 | Durchmesser ca. 14 m und Höhe ca. 1,1 m, ebenmäßig gewölbt und abgesetzten Rand. Oberfläche stark von zahlreichen Eingrabungen zerwühlt und zerkuhlt. Am östlichen Hügelfuß münden zwei ca. 5 Meter lange Betonröhren.                                    | 28967077 | BW   |
| 53° 18′ 31″ N, 9° 12′ 37″ O | Godenstedt 35 | Durchmesser ca. 14,4 m und Höhe ca. 0,8 m, in West-Ost-Richtung ein Weg. Nord-Hälfte ist ebenmäßig gewölbt und Rand abgesetzt; Einkuhlungen. Vom südlichen Teil ist ein flach gewölbter Rest erhalten.                                                    | 28967093 | BW   |
| 53° 18′ 30″ N, 9° 12′ 32″ O | Godenstedt 36 | Durchmesser ca. 10 m und Höhe ca. 1 m. Annähernd rund. Im nördlichen Bereich leicht abgetragen. | 28967096 | BW   |
| 53° 18′ 30″ N, 9° 12′ 31″ O | Godenstedt 37 | Durchmesser ca. 14 m und Höhe ca. 1 m. Ebenmäßig gewölbt und abgesetzter Rand. Alte flache Einsenkungen. | 28967097 | BW   |
| 53° 18′ 29″ N, 9° 12′ 29″ O | Godenstedt 38 | Durchmesser ca. 15 m und Höhe ca. 1 m. Ebenmäßig gewölbt mit schwacher Einsenkung in der Mitte. Kleinere Einkuhlungen. Rand schwach abgesetzt bzw. fließend auslaufend; im Osten grenzt eine Fahrspur an.                                                 | 28967099 | BW   |
| 53° 18′ 27″ N, 9° 12′ 28″ O | Godenstedt 39 | Durchmesser ca. 12,5 m und Höhe ca. 1 m. Rundlich. Ebenmäßig geformt mit flacher Kuppenmulde. Rand schwach abgesetzt. Rückeweg von Nordwest nach Südost.                                                                                                  | 28967100 | BW   |
| 53° 18′ 26″ N, 9° 12′ 29″ O | Godenstedt 40 | Durchmesser ca. 13 m und Höhe ca. 1 m. Rundlich. Ebenmäßig geformt; vermutlich durch alte Abtragung fällt er an Westseite ab und ist eingesenkt. Rückeweg von Nordwest nach Südost.                                                                       | 28967227 | BW   |
| 53° 18′ 25″ N, 9° 12′ 29″ O | Godenstedt 41 | Durchmesser ca. 14,2 m und Höhe ca. 0,8 m. Rundlich. Ebenmäßig geformt; Rand schwach abgesetzt. Oberfläche ist durch zahlreiche alte Eingrabungen uneben und gestört. Rückeweg von Nordwest nach Südost.                                                  | 28967101 | BW   |
| 53° 18′ 26″ N, 9° 12′ 44″ O | Godenstedt 42 | Durchmesser ca. 16 m und Höhe ca. 1,6 m, mit abgesetztem Rand. Nordwestlicher Teil bis auf 0,5 m abgetragen. Oberfläche durch Eingrabungen und Aufwürfe zerklüftet und gestört. Am südlichen Rand durch Schneise beschädigt; am westlichen Rand Forstweg. | 28967333 | BW   |

## Seedorf
| Lage                        | Bezeichnung           | Beschreibung | ID       | Bild |
| --------------------------- | --------------------- | --- | -------- | ---- |
| 53° 21′ 20″ N, 9° 13′ 57″ O | Seedorf 5, Grabhügel  | Durchmesser ca. 15 m und Höhe ca. 1 m. Annähernd rund. Ebenmäßig gewölbt, Rand abgesetzt. Einkuhlungen. Südwest-Rand von Weg von Nordwest nach Südost angeschnitten. | 28968007 | BW   |
| 53° 21′ 15″ N, 9° 13′ 53″ O | Seedorf 7, Grabhügel  | Durchmesser ca. 16 m und Höhe ca. 1,2 m. Rundlich. Hoch gewölbt, Rand abgesetzt. In der Mitte alte viereckige Eingrabung eines Schützenloches mit Aufwurf nach allen Seiten und vom Süd-Rand her eingefallener Schützengraben. In der Eingrabung mehrere Findlinge freiliegend. Im Nord-Teil weitere flache Eingrabungen. | 28968717 | BW   |
| 53° 21′ 19″ N, 9° 14′ 43″ O | Seedorf 14, Grabhügel | Rest eines kaum noch erkennbaren flachen Grabhügels, dessen südlicher Teil abgetragen ist, mit noch ca. 6 m Dm. und bis 0,3 m H. Der Rand läuft sanft aus. In der Mitte Einsenkungen; im Südosten grenzt ein Weg an. | 28968231 | BW   |
| 53° 20′ 43″ N, 9° 14′ 39″ O | Seedorf 28, Grabhügel | Rundlich-oval in Nord-Süd-Richtung, Dm. 15 × 12,5 m; H. ca. 0,9 m. Kuppe schwach eingesenkt; West-Rand durch Viehtritt gestört. | 28967981 | BW   |
| 53° 20′ 43″ N, 9° 14′ 42″ O | Seedorf 29, Grabhügel | Durchmesser ca. 12 m und Höhe ca. 0,7 m. Rund. Zwei flache Einkuhlungen im Süd- und Nordwesten. | 28967984 | BW   |
| 53° 20′ 39″ N, 9° 14′ 26″ O | Seedorf 31, Grabhügel | Durchmesser ca. 12 m und Höhe ca. 0,7 m. Annähernd rund. Nordost-Seite angegraben, daher jetzt unförmig; stark gestört auch durch Einkuhlungen; 2 Steine freiliegend. | 28968105 | BW   |

### Seedorf 8
- ID:28969729
- Gruppe von elf Grabhügeln. Überwiegend rundlich mit Dm. 3 – 16 m,  H. 0,3 – 1 m. Ein Hügel oval.

| Lage                        | Bezeichnung | Beschreibung | ID       | Bild |
| --------------------------- | ----------- | --- | -------- | ---- |
| 53° 21′ 13″ N, 9° 13′ 59″ O | Seedorf 8   | Durchmesser ca. 16,5 m und Höhe ca. 1 m. Ebenmäßig geformt, Rand schwach abgesetzt. Kuppe abgeflacht mit einigen Einsenkungen. | 28968130 | BW   |
| 53° 21′ 12″ N, 9° 13′ 55″ O | Seedorf 68  | Durchmesser ca. 11,6 m und Höhe ca. 0,8 m. Ebenmäßig flach gewölbt, Rand schwach abgesetzt. Abtragungen an der Nord-, Nordost- und Südost-Seite, dadurch insgesamt unförmig. West-Rand von Acker angeschnitten. Im Südwesten mehrere größere Steine freiliegend. | 28969735 | BW   |
| 53° 21′ 13″ N, 9° 13′ 56″ O | Seedorf 69  | Durchmesser ca. 3 m und Höhe ca. 0,3 m. Sehr klein, annähernd rund. | 28969736 | BW   |
| 53° 21′ 12″ N, 9° 13′ 55″ O | Seedorf 70  | Durchmesser ca. 5,5 m und Höhe ca. 0,5 m. Annähernd rund. West-Rand durch alte Fahrspur beschädigt. | 28969737 | BW   |
| 53° 21′ 12″ N, 9° 13′ 56″ O | Seedorf 71  | Durchmesser ca. 5 m und Höhe ca. 0,4 m. Annähernd rund. | 28969731 | BW   |
| 53° 21′ 12″ N, 9° 13′ 57″ O | Seedorf 72  | | 28969738 | BW   |
| 53° 21′ 12″ N, 9° 13′ 57″ O | Seedorf 73  | Durchmesser ca. 10 m und Höhe ca. 0,5 m. Annähernd rund. Einkuhlungen. | 28969740 | BW   |
| 53° 21′ 13″ N, 9° 13′ 58″ O | Seedorf 74  | Grabhügelrest, möglicherweise südöstliches Viertel mit Dm. 4 m und H. 0,5 m erhalten. | 28969741 | BW   |
| 53° 21′ 13″ N, 9° 13′ 57″ O | Seedorf 75  | Durchmesser ca. 5 m und Höhe ca. 0,5 m. Unförmig. | 28969742 | BW   |
| 53° 21′ 13″ N, 9° 13′ 56″ O | Seedorf 76  | Durchmesser ca. 6 m und Höhe ca. 0,5 m. Annähernd rund. Im Nordosten und Süden an weitere Grabhügel stoßend. | 28969733 | BW   |
| 53° 21′ 13″ N, 9° 13′ 56″ O | Seedorf 77  | Annähernd oval mit Nord-Süd-Orientierung, ca. 9 × 5 m; H. ca. 0,5 m. | 28969725 | BW   |